# ⛎
⛎ (Unicode U+26CE) est le symbole pour la constellation du zodiaque du Serpentaire ou Ophiuchus, non reconnu par les astrologues en tant que signe du zodiaque.

## Histoire et mythologie
Le Serpentaire est à l'origine la 13e constellation du zodiaque.
Dans la mythologie grecque, la constellation représente un homme portant un serpent autour de lui. L'homme serait le médecin Asclépios qui aurait tué un serpent et aurait vu un autre serpent réanimer celui-ci à l'aide d'herbes. Toutefois, le dieu des Enfers Hadès envoya son frère Zeus le foudroyer, ce dernier ayant la capacité de ressusciter les morts n'envoyant alors plus aucune âme aux Enfers. Néanmoins, Asclépios fut transformé en constellation par Zeus aux côtés du serpent afin d'honorer son pouvoir de guérison.